# 도쿠가와 이에쓰나
도쿠가와 이에쓰나(일본어: 徳川 家綱, 1641년 9월 7일 - 1680년 6월 4일)는 에도 막부 제4대 쇼군(재위 1651년 - 1680년)이다.

## 생애

### 유년기
1641년 제3대 쇼군 도쿠가와 이에미쓰의 장남으로 에도 성 혼마루(本丸)에서 출생하였다. 모친은 호주인(宝樹院, 오라쿠노 가타お楽の方)이며, 유모는 야지마노쓰보네(矢島局)이다. 1644년 이름을 아명인 다케치요(竹千代)에서 이에쓰나(家綱)로 고친 뒤 1645년 관례를 치렀다. 이후 1650년 거처를 니시노마루(西の丸)로 옮겼다.
1651년 이에미쓰가 사망하면서 조정으로부터 나이다이진(内大臣)으로 임명됨과 동시에 에도 성에서 제 4대 쇼군으로 즉위하였다. 이에쓰나가 11세라는 어린 나이에도 불구하고 정식으로 쇼군이 된 이 사건은 쇼군 직위가 도쿠가와 가문에 의해 세습된다는 점을 확고하게 만든 사건이기도 하였다. 또한 이에쓰나를 비롯하여 마지막 쇼군 도쿠가와 요시노부를 제외한 후대의 쇼군들은 모두 쇼군 선지를 받기 위해 교토의 천황을 방문하는 옛 관습을 버리고 에도에서 직접 장군 선지를 받게 된다.

### 즉위 이후
이에쓰나의 나이가 아직 어린 틈을 타 유이 쇼세쓰(由比正雪), 마루바시 주야(丸橋忠弥) 등이 주도한 게이안의 변(慶安の変)이 일어나는 등 즉위 초기의 정국은 혼란스러웠다. 그러나 이에쓰나의 숙부인 호시나 마사유키(保科正之)를 비롯하여 이에미쓰 시대부터의 다이로(大老)인 사카이 다다카쓰(酒井忠勝), 로주(老中)인 마쓰다이라 노부쓰나(松平信綱), 아베 다다아키(阿部忠秋), 사카이 다다키요(酒井忠清) 등 여러 명신들의 보좌에 힘입어 혼란은 수습되었으며 정치 기구가 한층 더 정비되는 등 이후 29년의 치세 내내 안정된 정권이 유지되었다. 또한 도자마 다이묘(外様大名)들에게도 말기 양자를 들이는 것을 금지하는 법령을 보다 완화해 주었고 순사금지령(殉死禁止令)을 더욱 엄격하게 시행하여 과거의 무단정치(武断政治)에서 문치정치(文治政治)로의 정책 변환을 꾀하였다.
재위 후반기에 들어서면 초기의 노신들은 다수가 사망하거나 노령으로 은퇴하여 1666년 사카이 다다키요(酒井忠清)가 다이로에 취임한 이후부터는 로주들간의 합의와 이에쓰나 자신과의 상의를 통하여 막부가 운영되었다. 또한 이에미쓰 시대의 간에이 대기근 당시의 경험을 타산지석으로 삼아 농정(農政)을 중심으로 한 전국적인 유통, 경제 정책을 전개하였으며 『본조통감(本朝通鑑)』을 편찬하는 등 문화 사업도 행해졌다. 막부 내부의 직제도 정비되었으며 조정과의 관계도 안정되었다.
이에쓰나는 후시미노미야 사다키요 친왕(伏見宮貞清親王)의 3녀인 아키코 여왕(顕子女王)을 미다이도코로로 맞아들였으나 후사를 얻지 못했으며, 측실인 오후리(お振)와 오마루(お満流) 또한 회임을 하는 데는 성공했으나 모두 사산하거나 유산하였다. 결국 1680년 병으로 쓰러져 위독한 상태에 빠진 이에쓰나는 중신 홋타 마사토시(堀田正俊)의 권유를 받아 다테바야시 번주로 있던 동생 마쓰다이라 쓰나요시를 양자로 맞아들여 쇼군의 직위를 물려준 뒤 사망하였다.
묘소(墓所)는 도쿄 다이토구(台東区)의 간에이지(寛永寺)에 있다.

## 가족 관계
- 정실 : 아키코 여왕(顕子女王, 1640~1676)
- 측실 : 오후리노가타(お振の方, 1649~1667)
- 측실 : 오마루노가타(お満流の方, 1660~1689)

## 일화
- 『문무태평기(文武太平記)』에 따르면 이에쓰나는 온화한 성격으로, 회화나 낚시를 즐기며 정무는 사카이 다다키요를 비롯한 로쥬들에게 일임하고 결재가 올라오면 대부분 별 이의 없이 「그리 하여라(左様せい)」라고만 응대하여 일각에서는 이에쓰나를 「그리 하여라 님(左様せい様)」이라는 별명으로 불렸다고 한다. 이 일화는 일반적으로 이에쓰나가 쇼군으로서 리더십을 발휘하지 못하고 사카이 다다키요의 전횡을 허용한 예로 회자되고 있다.

- 생후 4개월에 뇌막염을 앓았던 적이 있어, 뇌에 문제가 있었을 가능성 또한 제기되고 있다.

- 『무야촉담(武野燭談)』에 의하면 이에쓰나는 쇼군에 즉위한 뒤 얼마 되지 않아 에도성 천수각에 오른 일이 있었다. 이 때 시종이 이에쓰나에게 망원경을 바쳤지만, 어린 이에쓰나는 「나는 어리지만 쇼군이다. 만일 쇼군이 천수각에서 망원경으로 사방을 내려다 보고 있다는 사실이 알려지면, 많은 사람들이 불쾌감을 느낄 것이다.」라고 말하며 결국 망원경을 사용하지 않았다고 한다.

- 한번은 식사 도중 이에쓰나의 국 그릇에서 머리카락이 나온 적이 있었다고 한다. 당사자인 이에쓰나는 태연하게 젓가락으로 머리카락을 건져냈으나 이를 본 시종은 몹시 놀라 국을 새로운 것과 교환하고자 하였다. 이에 이에쓰나는 담당자가 처벌당하는 것을 막기 위한 배려로서 국을 바꾸는 게 아니라 다 먹고 한 그릇 더 먹는 것처럼 보이게 하기 위해 시종으로 하여금 도중에 국을 버려 그릇을 비우도록 명하였다고 한다.

- 그의 치세 기간인 1655년에 우키타 히데이에가 향년 83살로 세상을 떠났으며 이로 인하여 세키가하라 전투 관계자들이 (적어도 서군 측 인사들은) 모두 사라지게 되었다.

- 혈액형은 도쿠가와 요시무네처럼 O형이었다고 보고되어 있다.

| 전임 도쿠가와 이에미쓰 | 제4대 도쿠가와 종가 당주 1651년 ~ 1680년 | 후임 도쿠가와 이에쓰나 |